# حساء حماض الغنم
حساء حماض الغنم أو شوربة كُزوكُلاغة (بالتركية : Kuzukulağı çorbası) هو حساء مصنوع من أوراق حماض الأغنام والماء والذرة والفاصولياء والبصل والزبدة والملح. حساء حماض الغنم هو طبق من مدينة غِرسون المطلة على البحر الأسود وهو مشهور بين الأتراك. قد يكون لها مذاق حامض وليموني. يمكن تقديمه مزين بالثوم المعمر أو القصوان الشائع وغيره.